# Ben Hai
Ben Hai (vietnamsky Sông Bến Hải) je řeka ve středním Vietnamu, v provincii Quang Tri. Tok řeky je dlouhý přibližně 100 km.

## Průběh toku
Řeka pramení v Annamském pohoří u hranic Vietnamu s Laosem a vlévá se do Jihočínského moře. Ben Hai teče ze západu na východ, těsně pod 17. rovnoběžkou, u hranic provincii Quang Tri s provincií Quang Binh. Na svém nejširším místě je Ben Hai široká přibližně 200 metrů.

## Význam

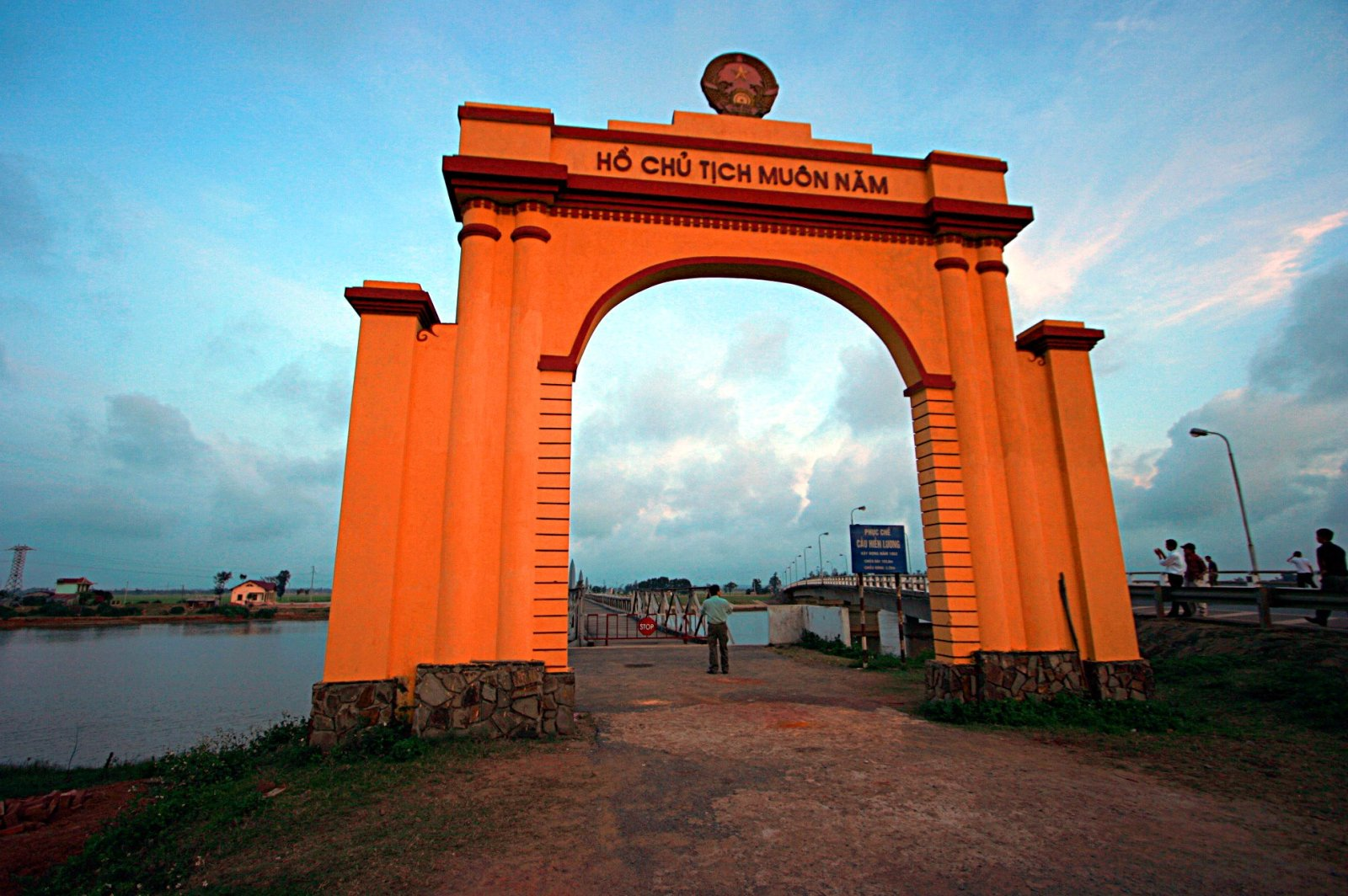
Pamětní brána na mostě Hien Luong

Význam řeky Ben Hai je dán především tím, že v letech 1954 až 1975 tvořila demarkační čáru mezi Vietnamskou republikou (Jižním Vietnamem) a Vietnamskou demokratickou republikou (Severním Vietnamem). Na obou březích řeky bylo pásmo v šířce pěti kilometrů, známé jako demilitarizovaná zóna. Během Vietnamské války probíhaly okolo řeky silné boje.

## Most Hien Luong
V době rozdělení Vietnamu překračovala hlavní vietnamská severojižní silnice Ben Hai přes most Hien Luong, který byl postaven Francouzi v roce 1950. Po rozdělení Vietnamu byla severní část mostu nabarvena na rudo a jižní na žluto. V době Vietnamské války byl most Hien Luong byl poškozen americkým bombardováním a po Pařížských mírových smlouvách byl vedle mostu vybudován most nový.